# Les Septvallons
Les Septvallons is een commune nouvelle in het Franse departement Aisne in de regio Hauts-de-France, die deel uitmaakt van het arrondissement Soissons. Les Septvallons telde op 1 januari 2022 1.234 inwoners.

## Geschiedenis
De gemeente is op 1 januari 2016 ontstaan door de fusie van de gemeenten Glennes, Longueval-Barbonval, Merval, Perles, Révillon, Vauxcéré en Villers-en-Prayères. Het gemeentehuis is gevestigd in Longueval.

## Geografie
De oppervlakte van Les Septvallons bedroeg op 1 januari 2022 38,14 vierkante kilometer; de bevolkingsdichtheid was toen 32,4 inwoners per km².

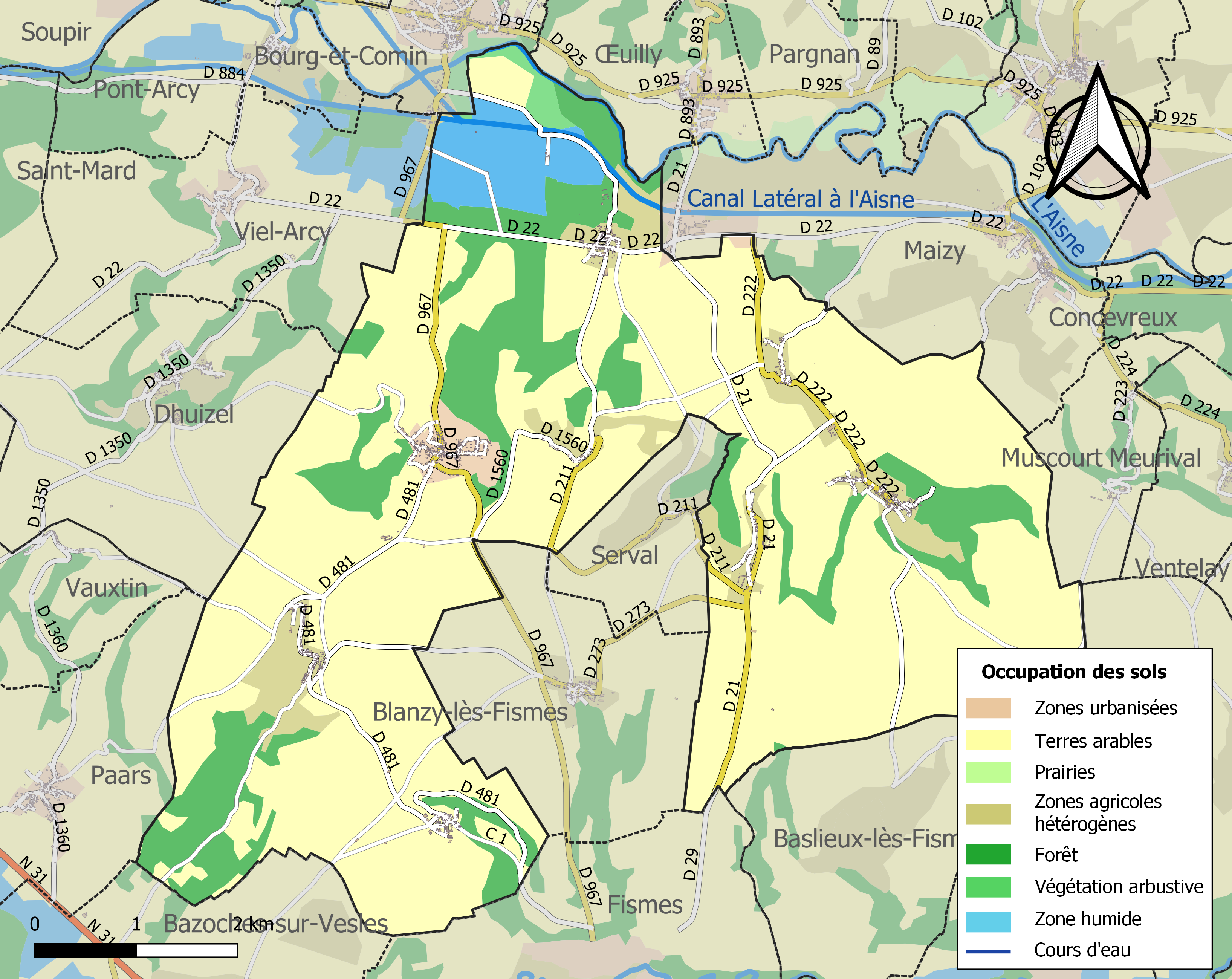
Kaart van de gemeente met belangrijkste infrastructuur, bodemgebruik en omliggende gemeenten